# يو إف سي 186
يو إف سي 186: جونسون ضد هوريغوتشي (بالإنجليزية: UFC 186: Johnson vs. Horiguchi)‏ هو حدث لفنون القتال المختلطة نظمته يو إف سي، أُقيم في 25 أبريل 2015، على بيل سنتر في، مونتريال، كيبك، كندا.